# محافظة حوطة بني تميم
حوطة بني تميم هي محافظة تقع جنوب منطقة الرياض بـ 160 كم، أي في المنطقة الجنوبية لإقليم نجد بين دائرة عرض (22، 27) مع خط طول (47، 46)، وتقع وسط أودية وشعاب منخفضة، تحيط بها الجبال من جميع الجهات وعلى شكل خلجان صحراوية كثيرة الشعاب والأودية مما جعل تربة أرضها خصبة وغنية بالمواد العضوية. وكانت تسمى سابقاً بعدة تسميات منها المجازة وبريك والفرع.

## السكان
بلغ عدد سكان محافظة حوطة بني تميم (41,854) نسمة حسب تعداد السعودية 2022، عدد السعوديين (29,776) نسمة، وعدد غير السعوديين (12,078) نسمة.

## الموقع
يحدها من الشمال محافظة الدلم ومحافظة الحريق ومن الجنوب محافظة الأفلاج ومن الشرق محافظة الخرج ومحافظة الأفلاج ومن الغرب محافظة الحريق، وتبلغ مساحتها 7350 كلم2 وهي تقع في وسط أودية وشعاب منخفضة تحيط بها الجبال من جميع الجهات، ولها ثلاثة ممرات ومنافذ على طريق الأودية
1- عن طريق واحة الصوط من جهة الشمال
2- عن طريق وادي برك من جهة الجنوب
3- عن طريق وادي نعام من جهة الغرب
وحوطة بني تميم كانت محاطة بسور لحمايتها وما زال الجزء الأكبر من ذلك السور على حالته الطبيعية خاصة في الأماكن البعيدة عن السكنى. ولقد ورد في سببب التسمية أنها منسوبة إلى إحاطة السور بها من جميع الجهات.

## التاريخ
محافظة حوطة بني تميم قديمة السكنى والتعمير، إذ أنها عاشت العصر الجاهلي وما قبله، غير أنه لم يصلنا شيء عن تاريخ خطها أو تعميرها، كما هو حال كثير من البلدان النجدية وغيرها.
المجازة (حوطة بني تميم حاليا) جزءًا من إقليم اليمامة، وتاريخها هو جزء من تاريخ اليمامة، فمعظم الأحداث والوقائع التاريخية التي حصلت في المجازة مرتبطة ارتباطًا وثيقًا بما هو حاصل في إقليم اليمامة.
دخلت المجازة في الإسلام عهد النبي صلى الله عليه وسلم، حينما عم الإسلام كافة أرجاء الجزيرة العربية. وبعد وفاته عليه الصلاة والسلام كانت المجازة ضمن البلدان التي ظهرت فيها الردة - إما عن الإسلام أو دفع الزكاة -، وحينما قدم خالد بن الوليد لمحاربة المرتدين في نجد وانتهى من ذلك بمصالحة أهلها، لم تدخل المجازة في ذلك الصلح، مع أن أهل اليمامة قد صالحوه - والمجازة في ذلك الوقت جزء من إقليم اليمامة - مما دفع بعض القبائل والأسر إلى النزوح من اليمامة إلى المجازة، لعدم رغبتهم في البقاء تحت الصلح، وحبذت السكنى في المجازة، منهم بطون هوازن وبطون من عبس وذبيان.
وفي عهد الدولة الأموية كانت المجازة ميدانًا للحرب التي دارت بين نجدة بن عامر الحروري قائد فرقة النجدات في اليمامة إحدى فرق الخوارج التي ظهرت أيام الحكم الأموي. وجند عبد الله بن الزبير رضي الله عنهما، فترة خلافته على الحجاز و تهامة، والتي انهزم فيها عسكر عبد الله بن الزبير رضي الله عنهما.
إلا أن المجازة وما حولها خضعت بعد ذلك لحكم بني أمية، ومن بعدهم لبني العباس، إلى أن قام الحكم الأخيضري في اليمامة سنة 253هـ، وحتى سقطت دولتهم على يد القرامطة سنة 325هـ. حيث استولى على اليمامة أبو طاهر سليمان بن الحسن الجنابي القرطبي.

### الدولة السعودية
ولقد كان لأهل حوطة بني تميم وقفة قوية مع أئمة الدولة السعودية ضد خصومها. وهذا ملخص بعض غزوات أهل الفرع مع الامام تركي بن عبد الله وابنه فيصل:

### مع الإمام تركي بن عبد الله
- غزو عام 1240هـ قاصداً زقم بن زامل في ناحية الخرج.
- غزو عام 1240هـ قاصداً ناحية الوشم.
- غزو عام 1243هـ قاصداً عربانًا من بني رشيد وغيرهم في ناحية الوشم.
- غزو عام 1244هـ قاصداً القويعية.
- مع الإمام فيصل بن تركي بن عبد الله
- غزو عام 1250هـ قاصداً فريقًا من الدواسر قرب بلد تمير.غزو عام 1251هـ قاصداً بعض العربان امتنعوا عن دفع الزكاة فنزل روضة التنهات.
- غزو عام 1253هـ قاصداً الرياض لدخولها حينما وصله خبر هزيمة الترك في الفرع.
- غزو عام 1259هـ قاصداً جهة القطيف المناصير من عربان عمان.
- غزو عام 1263هـ قاصداً ملاقاة الشريف قرب الدوادمي.
- غزو أواخر عام 1263هـ مع سليمان بن منديل قاصدين وادي الدواسر لتأديب أهل الخلاف هناك.
- غزو عام 1266هـ قاصداً جهة الشمال للإغارة على عربان عتيبة.

## حوطة بني تميم والغزو العثماني لنجد
قام محمد علي باشا والي الخلافة العثمانية على مصر بإرسال عدة حملات متتالية على الجزيرة العربية عامة، ونجد خاصة، وذلك من أجل الاستيلاء عليها وضمها إلى سلطانه واغتصاب مواطنيها تحقيقا لسياسته التوسعية.
ومن مواقف أهل حوطة بني تميم مشاركتهم في موقعة الأتراك قدم بعدها الإمام الإمام فيصل بن تركي الحوطة واتخذ له فيها قصراً ونظم قصيدة يثني فيها على أهل الحوطة.
ومحافظة حوطة بني تميم هي من البلدان النجدية التي طالها شر ذلك الغزو، إذ لم تسلم منه، فقد تعرضت للغزو من قبل جنود محمد علي مرتين، الأول عام 1234هـ، والثاني عام 1253هـ وهم الذين أوقفوا هذا الزحف والمد التركي.
وبعد أن أتم الملك عبد العزيز فتح الرياض سنة 1319هـ، وبعد أن حصنها، أراد أن يؤمنها من كافة النواحي، وكان ذلك في مراحل، فقرر الملك عبد العزيز أن تتم المرحلة الأولى على الخرج والحوطة والأفلاج ووادي الدواسر، وقد حصل ذلك عن طريق السلم اعتمادا على ما يتمتع به ابن سعود من مكانة في نفوس سكان جنوب نجد.

## المناخ
يسود فيها المناخ القاري، ففي الصيف ترتفع درجة الحرارة، وفي الشتاء تشتد البرودة، أما بالنسبة للأمطار فقليلة جداً.

## التضاريس
والناظر إلى سطح حوطة بني تميم لوجدنا أنه يأخذ شكلاً تدريجياً حسب تضاريس السطح التي تتدرج من جبليه في الغرب ويقل ارتفاع تلك الجبال الوعرة كلما اتجهنا شرقاً حتى تضيع في رمال السليم والنفوذ المتصلة بالبياض ويربط بين تلك الجبال عدة أودية وشعاب تأخذ حوطة بني تميم مكاناً لها حول ضفاف تلك الأودية وسهول شعابها. ونتيجة لذلك نجد أن معظم أراضيها سهلة ومنبسطة كما أن أراضيها تتميز بوجود تربة زراعية خصبة غنية بالمواد العضوية والمعدنية.

## المحافظة اقتصادياً
اشتهرت حوطة بني تميم بزراعة النخيل وإنتاجه بكميات كبيرة ومن اصنافه: تمر الخلاص ونبت السيف والصفري والسري والخضري وغيرها كثير، ويصدر للمناطق المجاورة لها وهو مرغوب لدى الجميع لما يتميز به من نقاوة وحلاوة. وإلى جانب الزراعة نجد أن أهالي الحوطة يمارسون الحرف الأخرى والتي لها علاقة بالزراعة كالرعي وتربية الإبل والماشية خاصة في الأرياف. كما يوجد بها محمية بيئية في العديد من الحيوانات كا الغزلان والوعول، وتم اكتشاف عدة آبار بترول بها ويعد من أجود أنواعه، إضافة إلى وفرته وكثرته وكميته، إلى غيره من آبار الغاز ونحوها.

## لمحة تاريخية
والجدير بالذكر وقفتهم الشجاعة تلك في تأسيس الدولة السعودية الثالثة، وإمداد الملك عبد العزيز بالمال والسلاح والجنود، وهم أول وجهة توجه لها الملك عبد العزيز بعد فتح الرياض بسبب دعوة تلقاها والده الإمام عبد الرحمن آل فيصل وهو في الكويت عند ابن صباح من بني تميم في تلك الفترة على ابن رشيد ولمعرفته بولائهم للدعوة السلفية ولأسرة آل سعود الحاكمة التي دعمت هذه الحركة منذ انطلاقتها بتحالف الإمام محمد بن سعود والشيخ محمد بن عبد الوهاب التميمي فكان الولاء والانتماء للحركة السلفية الإسلامية والتي تأسست عليها الدولة السعودية بالإضافة لكون حوطة بني تميم مركز للحركة السلفية ومركز قلب لبني تميم وقد تم له النصر في أول مواجهة بينه وبين خصمه ابن رشيد في معركة السلمية أو أم سلم كما يسميها أهل حوطة بني تميم وانضم بعد هذه المعركة الحاسمة والتاريخية غالب قرى جنوب نجد ومن ذلك أيضا ما مدح الإمام فيصل بن تركي به تميم في حوطة بني تميم حين قال: (أقول ذا قولي وبالرب وثاق = أمدح رجالا من تميم مناعير) وكان سياق المدح حين وقف أهل المنطقة ضد الأتراك الذين اجتاحوا الجزيرة العربية وجرت إثر ذلك معركة الحلوة الشهيرة التي هزم على إثرها العثمانيون، حتى أصبحوا يسمّون المنطقة بحوطة الموت بحسب أحد المؤرخين الأترك.

## المناطق الأثرية
- قلعة الحلوة.
- نقش المرتمي.
- غار الأتراك.
- أبراج الحلة الثلاثة.
- أجزاء من قصر الصاهود وقصور بالفرعة
- كهف القويع بمركز القويع
- القصر القديم بالصدر
- قصور خويطر.[5]

## أهم المراكز التابعة للمحافظة

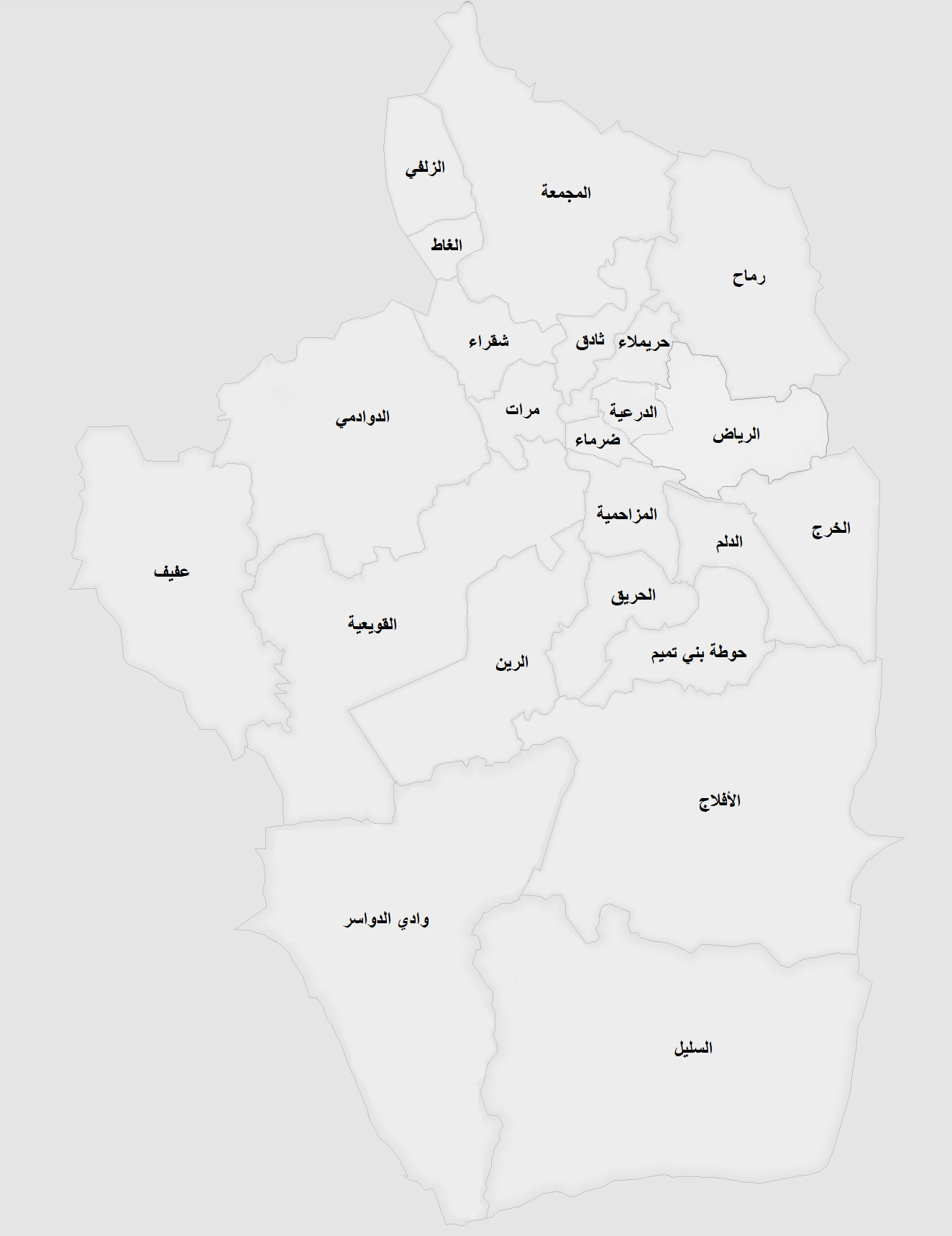
موقع المحافظة بالنسبة لمنطقة الرياض.

- الحلوة
- القويع
- العطيان
- الشعبة
- الفرعة
- الحلة
- أسفل الباطن
- الصدر
- الفرشة
- الحيانية
- السلامية
- العبيديات
- وادي برك (برك)
- مصدة
- مركز القبابنة